# Argulus hylae
Argulus hylae is een visluizensoort uit de familie van de Argulidae. De wetenschappelijke naam van de soort is voor het eerst geldig gepubliceerd in 1985 door Lemos de Castro & Gomes-Correa.